# Bidessus apicidens
Bidessus apicidens là một loài bọ cánh cứng trong họ Bọ nước. Loài này được Biström & Sanfilippo miêu tả khoa học năm 1986.